# Grigorij Siemionow
Grigorij Michajłowicz Siemionow, ros. Григоpий Михайлович Семёнов (ur. 13 września?/25 września 1890 w obwodzie zabajkalskim, zm. 14 czerwca 1946 w Moskwie) – rosyjski wojskowy, Kozak zabajkalski, uczestnik I wojny światowej oraz wojny domowej w Rosji. Walcząc przeciwko bolszewikom, wspierany przez Japonię, w latach 1918-1920 kontrolował Zabajkale.

## Życiorys

### Młodość i I wojna światowa
Urodził się na Zabajkalu. Był synem Kozaka i Buriatki. W 1911 r. ukończył Orenburską Szkołę Kawalerii. Brał udział w kilku ekspedycjach badawczych po krajach Azji przed I wojną światową.
W latach 1914–1916 służył w Nerczyńskim pułku gwardii. Następnie w stopniu esauła służył w pułku Wierchnieudińskim, w Armii Kaukaskiej. W maju 1917 r. został ponownie przeniesiony do pułku Nerczyńskiego i walczył do czerwca tego samego roku na froncie rumuńskim. Jako komisarz Rządu Tymczasowego wyjechał w 1917 r. na Zabajkale, by mobilizować Kozaków do wojska rosyjskiego i tworzyć ochotniczy oddział złożony z Buriatów i Mongołów, jako że władał ich językami. Natychmiast po przewrocie bolszewickim (rewolucji październikowej) zaangażował się w działalność antybolszewicką.

### Wojna domowa w Rosji. Faktyczne rządy na Zabajkalu
19 listopada 1917 r. Grigorij Siemionow na czele konnego oddziału buriacko-mongolskiego, nazwanego Specjalnym Oddziałem Mandżurskim, podjął walkę z oddziałami Czerwonej Gwardii, w Wierchnieudinsku. Na tworzenie antybolszewickich oddziałów otrzymał wsparcie finansowe od Brytyjczyków i Francuzów. W pierwszych dniach grudnia ogłosił bunt przeciwko rządowi radzieckiemu, poniósł jednak klęskę i musiał wycofać się do Mandżurii. Dzięki pomocy gen. Dmitrija Chorwata, byłego komisarza Rządu Tymczasowego na Kolei Wschodniochińskiej, sformował nowy oddział (ok. 900 żołnierzy) i 29 stycznia 1918 r. wkroczył na wschodnie Zabajkale, opanował obszar Daurii, jednak po miesiącu (1 marca 1918 r.) musiał wycofać się z Daurii pod naciskiem oddziałów Czerwonej Gwardii pod dowództwem Siergieja Łazo. Jego atak odciągnął oddziały bolszewickiego Centrosybiru od walki ze zbuntowanymi żołnierzami Korpusu Czechosłowackiego. Jako że jego oddziały dopuszczały się bandytyzmu i rabunku, stracił wsparcie brytyjskie i francuskie. Dalszą walkę umożliwiła mu pomoc Japończyków, którzy 8 kwietnia 1918 r. wylądowali we Władywostoku. Jego sformowany na nowo oddział ponownie wkroczył na Zabajkale i ruszył w kierunku Czyty. Latem 1918 r. Siemionow opanował tereny na wschód od Bajkału, w Mandżurii, nad Amurem i Ussuri, we wrześniu zajął Czytę. Na kontrolowanych przez siebie ziemiach, wspólnie ze swoimi podkomendnymi Iwanem Kałmykowem i Romanem von Ungern-Sternbergiem, ustanowił rządy terroru. Odwołał podjęte wcześniej decyzje o nacjonalizacji przedsiębiorstw i przeprowadził przymusową mobilizację. W czerwcu 1918 r. ogłosił się atamanem pochodowym Kozaków zabajkalskich, snuł wizje budowy Wielkiej Mongolii. Na czele mongolskiej armii on sam miałby uderzyć najpierw na bolszewicką Rosję, a następnie na dekadencką Europę. 

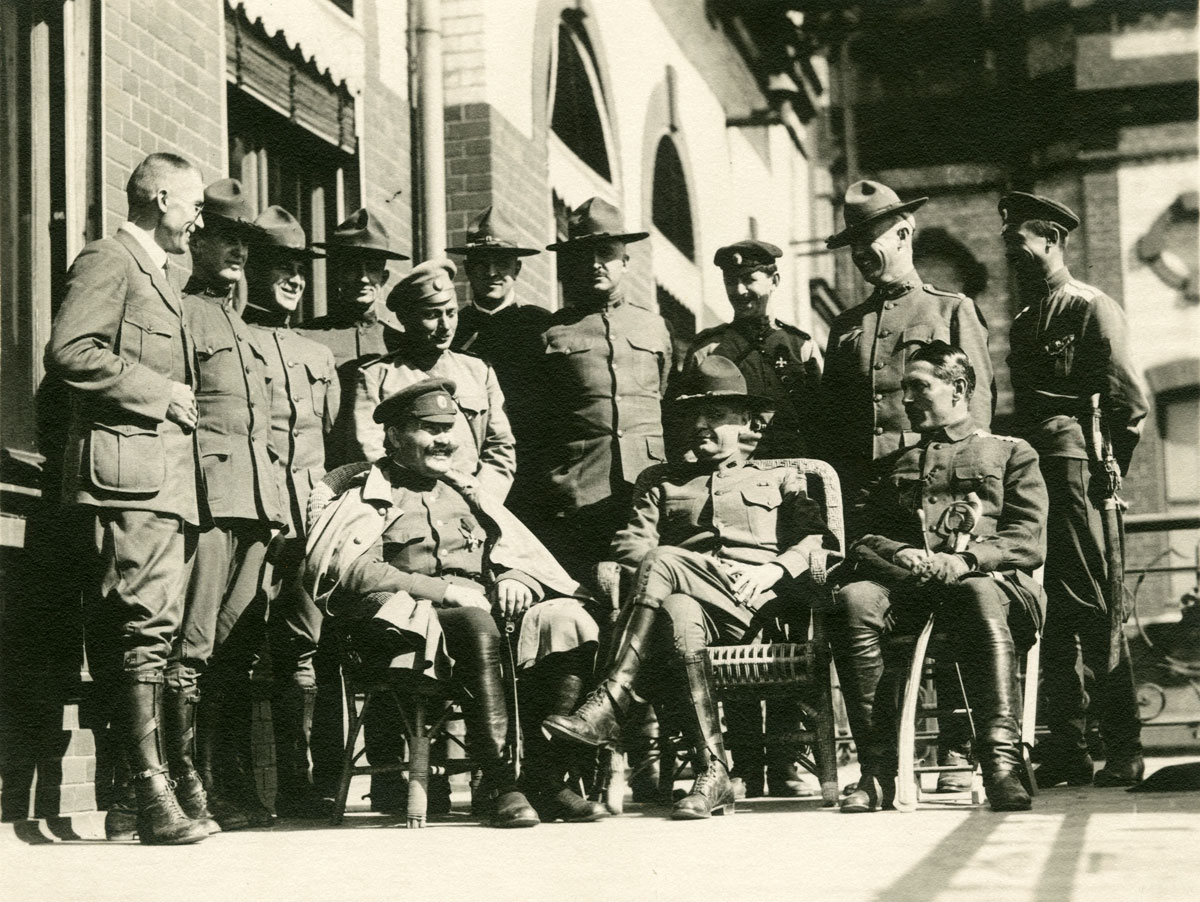
Siemionow z przedstawicielami misji amerykańskiej we Władywostoku, 1918 r.

W sierpniu 1918 r. Siemionow odmówił uznania Tymczasowego Rządu Syberyjskiego i uczynił to dopiero po naciskiem Korpusu Czechosłowackiego. Mimo to otrzymał od tegoż rządu 2,5 mln rubli na rozwój białych oddziałów kozackich. W listopadzie 1918 r. Rząd Syberyjski uznał zwierzchność Ogólnorosyjskiego Rządu Tymczasowego, jednak rząd ten już 17 listopada 1918 r. został obalony przez adm. Aleksandra Kołczaka, który ogłosił się wielkorządcą państwa rosyjskiego. Siemionow odmówił uznania jego zwierzchności. 23 listopada wysłał do siedziby Kołczaka w Omsku telegram, w którym sugerował, iż to on sam, jako dowódca najaktywniejszego białego zgrupowania na Syberii powinien decydować o wyborze wielkorządcy. Stwierdził, że tytularnym dowódcą całego ruchu białych mógłby być gen. Anton Denikin, ataman Aleksandr Dutow lub gen. Dmitrij Chorwat, zaś Kołczak nie powinien być nawet brany pod uwagę. Siemionow nie ukrywał, że kieruje się osobistą niechęcią do Kołczaka. Demonstracyjnie uniemożliwiał mu łączność telegraficzną z Władywostokiem, zatrzymywał pociągi z zaopatrzeniem, jakie Kołczak miał otrzymywać od zachodnich sojuszników, a w Czycie publikował broszury i ulotki, w których Kołczaka nazywano "miernotą". Kołczak bez powodzenia pisał do rządów Wielkiej Brytanii, Francji i USA, interweniujących w Rosji, by drogą dyplomatycznych nacisków skłoniły Japonię do wycofania wsparcia dla Siemionowa. Japończycy nie przestali jednak wspierać atamana. Na przełomie lutego i marca 1919 r. z ich przyzwoleniem, czy wręcz na japońskie zlecenie, Siemionow przeprowadził w Czycie konferencję panmongolską, podczas której zapowiedział utworzenie Wielkiej Mongolii, państwa Mongołów i Buriatów. Był to jawny afront pod adresem Kołczaka i innych zwolenników białej Rosji jednej i niepodzielnej. Ostatecznie Siemionow zgodził się uznać dowództwo Kołczaka z tym zastrzeżeniem, iż faktyczne kierownictwo nad całym ruchem białych admirał miałby przy pierwszej okazji przekazać w ręce gen. Denikina. W praktyce Siemionow nigdy nie skierował żadnych oddziałów do armii tworzonej przez Kołczaka, a rząd Kołczaka nigdy nie kontrolował jego działań na Zabajkalu. We wrześniu 1919 r. Siemionow zagarnął 42 251 000 rubli w złocie wysłane przez Kołczaka do Banku Państwowego we Władywostoku. Zbrodnie popełniane przez podkomendnych Siemionowa sprawiały, że jego rządy wywoływały coraz większy sprzeciw wśród miejscowej ludności, która zaczęła oczekiwać na powrót bolszewików i popierać czerwoną partyzantkę. 
Realnie Siemionow miał pod swoją komendą w szczytowym momencie nie więcej niż 8 tys. ludzi i utrzymywał władzę dzięki stosowaniu terroru oraz dzięki wsparciu Japończyków. Wiosną 1919 r. jego kozaccy żołnierze zaczęli opuszczać Zabajkale, by zaciągnąć się do armii Kołczaka. Równocześnie Japończycy, z uwagi na trudności wewnętrzne (m.in. bunty chłopskie) musieli ograniczyć swoją obecność w Rosji. Siemionow zaczął poszukiwać wsparcia amerykańskiego, co tym bardziej zniechęciło Tokio do wspierania go. W ocenie Grigorija Popowa Siemionow był "politycznym awanturnikiem", którego większość Kozaków zabajkalskich bynajmniej nie popierała.

#### Upadek
Latem i jesienią 1919 r. wojska adm. Kołczaka poniosły szereg klęsk, w listopadzie 1919 r. Kołczak został zmuszony do ewakuacji ze swojej dotychczasowej stolicy - Omska. Odjeżdżając pociągiem na wschód, admirał skierował swoich przedstawicieli do Czyty, by prosić Siemionowa o wsparcie. 20 grudnia 1919 r. Siemionow wydał wezwanie do przyjmowania na Zabajkalu rannych i chorych żołnierzy białej armii, jednak nie skierował żadnych sił, by wesprzeć kołczakowski garnizon w Irkucku. Dalsze wsparcie uzależnił od nadania mu tytułu głównodowodzącego. Ostatecznie Kołczak, nie widząc innej szansy na przetrwanie swojej armii, 23 grudnia nadał Siemionowowi stopień generalski i ogłosił go dowódcą wszystkich antybolszewickich sił na Zabajkalu, w kraju nadamurskim i w irkuckim okręgu wojskowym. Siemionow skierował jednak do Irkucka tylko symboliczne siły, nie miał zamiaru walczyć z Korpusem Czechosłowackim ani innymi siłami, które wystąpiły przeciwko Kołczakowi. 4 stycznia Kołczak zrzekł się statusu wielkorządcy, podpisując wcześniej rozkaz, w którym nadał Siemionowowi pełnię władzy wojskowej i cywilnej na Dalekim Wschodzie. 

Po ostatecznej klęsce i rozstrzelaniu Kołczaka, a następnie utworzeniu marionetkowej Republiki Dalekiego Wschodu Armia Czerwona uderzyła na tereny zajęte przez Siemionowa. Po jego stronie czynnie wystąpili Japończycy, w efekcie dwie pierwsze operacje czytyjskie Armii Czerwonej wiosną 1920 r. zakończyły się niepowodzeniem czerwonych. W marcu-kwietniu 1920 r. do wojsk Siemionowa w Czycie dołączyły ostatnie oddziały pozostałe z armii Kołczaka, które przetrwały Wielki Syberyjski Marsz Lodowy. Dopiero po odejściu Japończyków Armia Czerwona ostatecznie rozbiła siły atamana (Armię Dalekowschodnią), wkraczając do Czyty 22 października 1920 r.

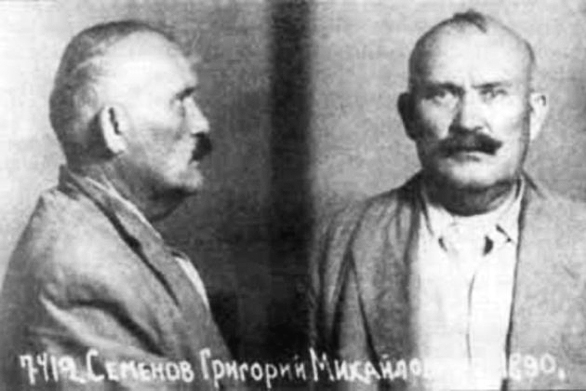
Ostatnie zdjęcie Grigorija Siemionowa z archiwów NKWD, 1945 roku

Resztki wojsk Siemionowa przez Mandżurię przedostały się na Przymorze (obwód nadmorski). Brały udział w marszu chabarowskim, ostatniej próbie kontrofensywy białych na Dalekim Wschodzie, zostały rozbite w bitwie pod Wołoczajewką w październiku 1921 r.

### Emigracja
Grigorij Siemionow od września 1921 r. przebywał na emigracji (Chiny, Japonia). Bez powodzenia starał się o prawo zamieszkania w USA lub Kanadzie. W 1932 osiadł w Mandżukuo – podporządkowanej Japonii Mandżurii. Po ataku ZSRR na Japonię 9 sierpnia 1945 r. schwytany przez komando Smiersz w Mandżurii razem z innymi białymi emigrantami i wywieziony w głąb ZSRR. Po szeroko relacjonowanym procesie pokazowym został skazany na śmierć z art.58 KK RFSRR za działalność kontrrewolucyjną, a następnie stracony.
Odznaczony: Orderem Świętego Jerzego IV klasy, Orderem Świętego Włodzimierza III klasy, złotą szablą „Za Waleczność”.